# Hervey Bay (vik i Queensland)
Hervey Bay är en vik i Australien. Den ligger i delstaten Queensland, omkring 280 kilometer norr om delstatshuvudstaden Brisbane.